# 2013 RB98
2013 RB98, também escrito como 2013 RB98, é um objeto transnetuniano que está localizado no cinturão de Kuiper, uma região do Sistema Solar. Este corpo celeste está em uma ressonância orbital de 3:5 com o planeta Netuno. O mesmo possui uma magnitude absoluta de 6,6 e tem um diâmetro com cerca de 211 km. O astrônomo Mike Brown liste este objeto em sua página na internet como um candidato a possível planeta anão.

## Descoberta
2013 RB98 foi descoberto no dia 1 de setembro de 2013 pelo The Dark Energy Survey.

## Órbita
A órbita de 2013 RB98 tem uma excentricidade de 0,258 e possui um semieixo maior de 42,175 UA. O seu periélio leva o mesmo a uma distância de 31,276 UA em relação ao Sol e seu afélio a 53,073 UA.